# Kỷ Ordovic
| Kỷ Ordovic                                            | |
| Nồng độ O 2 trung bình trong khí quyển giai đoạn này  | Khoảng 13.5 Vol % (68 % so với giá trị hiện tại)                                                         |
| Nồng độ CO 2 trung bình trong khí quyển giai đoạn này | Khoảng 4200 ppm (15 lần giá trị tiền công nghiệp)                                                        |
| Nhiệt độ bề mặt nước biển trong giai đoạn này         | Khoảng 16 °C (2 °C trên mức hiện đại)                                                                    |
| Mực nước biển (cao hơn ngày nay)                      | 180 m; dâng cao tới 220 m trong Caradoc và tụt giảm mạnh xuống 140 m vào thời kỳ băng hà cuối kỷ Ordovic |
| Bản mẫu:Ordovician graphical timeline                 | |

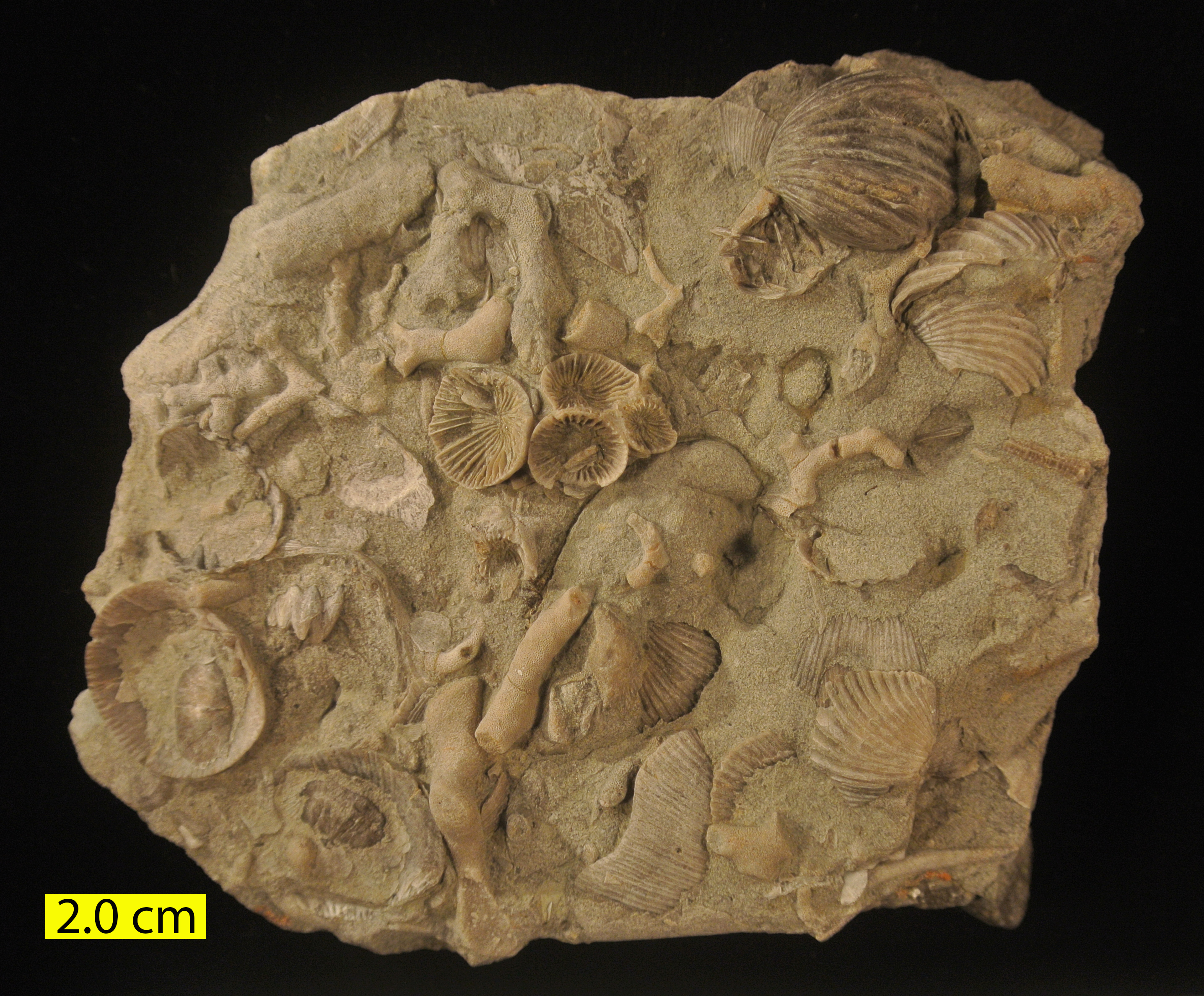

Kỷ Ordovic (phiên âm tiếng Việt: Ocđôvic) là kỷ thứ hai trong số sáu (bảy tại Bắc Mỹ) kỷ của đại Cổ Sinh. Nó diễn ra sau kỷ Cambri và ngay sau nó là kỷ Silur. Kỷ Ordovic, được đặt tên theo tên gọi của một bộ lạc người đã từng sinh sống tại vùng đất thuộc Wales (Xứ Uên/Xứ Gan) ngày nay, có tên gọi là Ordovices (Ordowik). Nó được Charles Lapworth đưa ra năm 1879 để giải quyết các tranh cãi giữa những người theo trường phái của Adam Sedgwick với những người theo trường phái của Roderick Murchison (hai người này đã xếp đặt cùng các tầng đá ở miền bắc Wales vào các kỷ Cambri và Silur). Lapworth nhận ra rằng các hóa thạch động vật trong các địa tầng đang tranh cãi khi đó là khác hẳn với các hóa thạch tại các địa tầng thuộc kỷ Cambri cũng như thuộc kỷ Silur và ông cho rằng chúng phải được xếp đặt lại trong một kỷ riêng dành cho chính chúng.
Trong khi việc thừa nhận kỷ Ordovic diễn ra tại Vương quốc Anh khá chậm chạp thì tại các khu vực khác trên thế giới người ta lại chấp nhận nó khá nhanh chóng. Nó nhận được sự phê chuẩn quốc tế vào năm 1906, khi nó được Đại hội Địa chất Quốc tế chấp nhận coi là một kỷ chính thức của đại Cổ Sinh.

## Niên đại
| Hệ/ Kỷ                                  | Thống/ Thế | Bậc/ Kỳ  | Tuổi (Ma) | Tuổi (Ma) |
| --------------------------------------- | ---------- | -------- | --------- | --------- |
| Silur                                   | Llandovery | Rhuddan  | trẻ hơn   | trẻ hơn   |
| Ordovic                                 | Trên/Muộn  | Hirnant  | 443.8     | 445.2     |
| Ordovic                                 | Trên/Muộn  | Katy     | 445.2     | 453.0     |
| Ordovic                                 | Trên/Muộn  | Sandby   | 453.0     | 458.4     |
| Ordovic                                 | Giữa       | Darriwil | 458.4     | 467.3     |
| Ordovic                                 | Giữa       | Đại Bình | 467.3     | 470.0     |
| Ordovic                                 | Dưới/Sớm   | Flo      | 470.0     | 477.7     |
| Ordovic                                 | Dưới/Sớm   | Tremadoc | 477.7     | 485.4     |
| Cambri                                  | Phù Dung   | Tầng 10  | già hơn   | già hơn   |
| Phân chia Kỷ Ordovic theo ICS năm 2017. |            |          |           |           |

Kỷ Ordovic bắt đầu với một sự kiện tuyệt chủng nhỏ vào khoảng 485,4 ± 1,9 triệu năm trước (Ma) và kéo dài trong khoảng 41,2 triệu năm. Nó kết thúc bằng một sự kiện tuyệt chủng lớn vào khoảng 443,8 ± 1,5 Ma, với sự tuyệt diệt của khoảng 60% các chi sinh vật biển. A. Melott và những người khác (2006) đã đặt ra giả thuyết là một vụ bùng nổ bức xạ gamma kéo dài khoảng 10 giây có thể là nguyên nhân cho sự tuyệt chủng này, do nó tiêu hủy tầng ôzôn và làm cho các sinh vật sống trên mặt đất cũng như gần mặt biển bị phơi nhiễm phóng xạ; tuy nhiên, phần lớn các nhà khoa học khác vẫn tiếp tục cho rằng sự kiện tuyệt chủng này là phức tạp với nhiều nguyên nhân khác nhau. Niên đại đưa ra tại đây là niên đại xác định theo các phương pháp đo phóng xạ gần đây và nó có thể khác biệt không lớn với các niên đại được sử dụng trong các nguồn khác.
Các tầng đá thuộc kỷ Ordovic chứa một lượng lớn hóa thạch và chứa các bể dầu mỏ cùng hơi đốt chính ở một số khu vực.

## Phân chia
Một loạt các thuật ngữ khu vực đã từng được sử dụng để phân chia kỷ/hệ Ordovic. Năm 2008, ICS đã đề ra hệ thống quốc tế chính thức các tên gọi cho các đơn vị phân chia thời địa tầng cho hệ Ordovic, được minh họa trong bảng dưới đây. Tồn tại các hệ thống sắp xếp địa tầng khu vực Baltic-Scandinavia, Anh, Siberi, Bắc Mỹ, Australia, Trung Quốc, Địa Trung Hải và Bắc Gondwana.
| Thống        | Bậc           | Thống Anh      | Bậc Anh        | Thống Bắc Mỹ     | Bậc Bắc Mỹ       | Thống Australia | Bậc Australia    | Thống Trung Quốc | Bậc Trung Quốc      |
| ------------ | ------------- | -------------- | -------------- | ---------------- | ---------------- | --------------- | ---------------- | ---------------- | ------------------- |
| Ordovic muộn | Tầng Hirnant  | Tầng Ashgill   | Tầng Hirnant   | Thống Cincinnati | Tầng Gamach      | Ordovic muộn    | Tầng Bolinda     | Ordovic muộn     | Tầng Hirnant        |
| Ordovic muộn | Tầng Katy     | Tầng Ashgill   | Tầng Rawthey   | Thống Cincinnati | Tầng Richmond    | Ordovic muộn    | Tầng Bolinda     | Ordovic muộn     | Tầng Chientangkiang |
| Ordovic muộn | Tầng Katy     | Tầng Ashgill   | Tầng Cautley   | Thống Cincinnati | Tầng Maysville   | Ordovic muộn    | Tầng Easton      | Ordovic muộn     | Tầng Neichiashan    |
| Ordovic muộn | Tầng Katy     | Tầng Ashgill   | Tầng Pusgill   | Thống Cincinnati | Tầng Eden        | Ordovic muộn    | Tầng Easton      | Ordovic muộn     | Tầng Neichiashan    |
| Ordovic muộn | Tầng Katy     | Thống Caradoc  | Tầng Strefford | Tầng Mohawk      | Tầng Chatfield   | Ordovic muộn    | Tầng Easton      | Ordovic muộn     | Tầng Neichiashan    |
| Ordovic muộn | Tầng Katy     | Thống Caradoc  | Tầng Cheney    | Tầng Mohawk      | Tầng Chatfield   | Ordovic muộn    | Tầng Easton      | Ordovic muộn     | Tầng Neichiashan    |
| Ordovic muộn | Tầng Sandby   | Thống Caradoc  | Tầng Burrell   | Tầng Mohawk      | Tầng Turin       | Ordovic muộn    | Tầng Gisborne    | Ordovic muộn     | Tầng Neichiashan    |
| Ordovic muộn | Tầng Sandby   | Thống Caradoc  | Tầng Aureluc   | Tầng Whiterock   | Tầng Chazy       | Ordovic muộn    | Tầng Gisborne    | Ordovic muộn     | Tầng Neichiashan    |
| Ordovic giữa | Tầng Darriwil | Thống Llanvirn | Tầng Llandeil  | Tầng Whiterock   | Tầng Chazy       | Ordovic giữa    | Tầng Darriwil    | Ordovic giữa     | Tầng Darriwil       |
| Ordovic giữa | Tầng Darriwil | Thống Llanvirn | Tầng Abereiddy | Tầng Whiterock   | Không định nghĩa | Ordovic giữa    | Tầng Darriwil    | Ordovic giữa     | Tầng Darriwil       |
| Ordovic giữa | Tầng Đại Bình | Thống Arenig   | Tầng Fenn      | Tầng Whiterock   | Không định nghĩa | Ordovic sớm     | Tầng Yapeen      | Ordovic giữa     | Tầng Đại Bình       |
| Ordovic giữa | Tầng Đại Bình | Thống Arenig   | Tầng Whitland  | Tầng Whiterock   | Tầng Ranger      | Ordovic sớm     | Tầng Castlemaine | Ordovic giữa     | Tầng Đại Bình       |
| Ordovic giữa | Tầng Đại Bình | Thống Arenig   | Tầng Whitland  | Thống Ibex       | Tầng Black Hills | Ordovic sớm     | Tầng Chewton     | Ordovic giữa     | Tầng Đại Bình       |
| Ordovic giữa | Tầng Đại Bình | Thống Arenig   | Tầng Whitland  | Thống Ibex       | Tầng Black Hills | Ordovic sớm     | Tầng Bendigo     | Ordovic giữa     | Tầng Đại Bình       |
| Ordovic sớm  | Tầng Flo      | Thống Arenig   | Tầng Moridun   | Thống Ibex       | Tầng Tule        | Ordovic sớm     | Tầng Lancefield  | Ordovic sớm      | Tầng Flo            |
| Ordovic sớm  | Tầng Tremadoc | Thống Tremadoc | Tầng Migneint  | Thống Ibex       | Tầng Stairs      | Ordovic sớm     | Tầng Lancefield  | Ordovic sớm      | Tầng Tremadoc       |
| Ordovic sớm  | Tầng Tremadoc | Thống Tremadoc | Tầng Cressage  | Thống Ibex       | Tầng Skullrock   | Ordovic sớm     | Tầng Lancefield  | Ordovic sớm      | Tầng Tremadoc       |

## Cổ địa lý học
Trong kỷ Ordovic thì mực nước biển là khá cao; trên thực tế trong thế Tremadoc thì biển lấn đất liền là mạnh nhất với các chứng cứ còn lưu lại dấu tích trong các lớp đá.
Thời kỳ này thì các lục địa phía nam đã hợp lại thành một lục địa duy nhất, gọi là Gondwana. Vào đầu kỷ Ordovic thì lục địa này nằm ở các vĩ độ gần xích đạo và dần dần trôi dạt xuống Nam cực. Thời kỳ Tiền Ordovic được cho là rất ấm, ít nhất là tại các vĩ độ thuộc miền nhiệt đới. Giống như Bắc Mỹ và châu Âu, Gondwana chủ yếu được các biển nông bao bọc trong suốt kỷ Ordovic.Các vùng nước nông và trong suốt trên các thềm lục địa đã tạo điều kiện cho sự phát triển của các nhóm sinh vật có khả năng tích tụ cacbonat calci trong lớp mai (vỏ) hay các phần cứng của chúng. Đại dương Panthalassa bao phủ phần lớn Bắc bán cầu, các đại dương/biển nhỏ khác như Proto-Tethys, Paleo-Tethys, Khanty (chúng đã bị khép lại vào cuối kỷ Ordovic), đại dương Iapetus và một đại dương mới là Rheic.
Các loại đá thuộc kỷ Ordovic chủ yếu là đá trầm tích. Do diện tích và cao độ của khu vực đất liền là hạn chế nên nó đã hạn chế hiện tượng xói mòn và vì thế các trầm tích biển chủ yếu là chứa đá vôi. Các trầm tích đá phiến sét và sa thạch thì ít hơn.
Hiện tượng kiến tạo núi chính trong kỷ này là kiến tạo núi Taconic đã diễn ra từ thời gian thuộc kỷ Cambri.
Vào cuối kỷ Ordovic thì Gondwana đã trôi dạt tới gần Nam cực và bề mặt của nó phần lớn bị đóng băng.

## Sinh vật

### Động vật
Tại Bắc Mỹ và châu Âu, kỷ Ordovic là thời gian của các biển cạn rất giàu sự sống. Cụ thể là các loài bọ ba thùy (ngành Trilobita) và động vật tay cuốn (ngành Brachiopoda) đã rất nhiều và đa dạng. Những động vật hình rêu (ngành Bryozoa) đầu tiên đã xuất hiện trong kỷ Ordovic cũng giống như là các loài san hô (lớp Anthozoa) tạo đá ngầm đầu tiên. Các loại san hô đơn độc thì đã xuất hiện ít nhất là từ kỷ Cambri. Động vật thân mềm (ngành Mollusca) đã xuất hiện từ kỷ Cambri trở thành phổ biến và đa dạng trong kỷ này, đặc biệt là các nhóm động vật hai mảnh vỏ (lớp Bivalvia), động vật chân bụng (lớp Gastropoda) và phân lớp Nautiloidea của động vật chân đầu (lớp Cephalopoda). Trong một thời gian dài người ta cho rằng những động vật có xương sống thực sự đầu tiên (cá thuộc lớp Ostracodermi) cũng xuất hiện trong kỷ Ordovic, nhưng các phát hiện gần đây ở Trung Quốc đã cho thấy chúng có lẽ có nguồn gốc vào đầu kỷ Cambri. Những loài cá có hàm đầu tiên xuất hiện vào cuối kỷ này. Các loài động vật biển hiện nay đã tuyệt chủng, được gọi là Graptolithina cũng rất thịnh vượng trong lòng đại dương. Một vài loài động vật thuộc các lớp Phao biển (Cystoidea) và Huệ biển (Crinoidea) cũng đã xuất hiện.

### Thực vật
Những loài thực vật đầu tiên ở trên đất liền đã xuất hiện trong dạng của các cây nhỏ trông giống như rêu tản (ngành Marchantiophyta). Người ta cũng đã tìm thấy các hóa thạch của phấn (hoa) vào cuối kỷ Ordovic. Các loài thực vật này có lẽ đã tiến hóa từ tảo lục. Kể từ cuối kỷ Cambri (và có lẽ còn sớm hơn) thì tảo lục cũng rất phổ biến,.

### Nấm
Các loài nấm trên đất liền có lẽ đã xuất hiện vào cuối kỷ Ordovic, nối tiếp theo sau thực vật trên đất liền, mặc dù cho tới nay người ta vẫn chưa tìm thấy các bào tử hóa thạch với niên đại vào thời gian này. Tuy nhiên, các loài nấm biển đã rất phổ biến trong các đại dương thuộc kỷ Ordovic để phân hủy các xác chết của động vật cũng như các loại chất thải khác.

## Kết thúc
Bài chính: Sự kiện tuyệt chủng kỷ Ordovic-kỷ Silur.
Kỷ Ordovic đến hồi kết thúc bằng một loạt các sự kiện tuyệt chủng, mà cùng với nhau chúng hợp thành sự kiện tuyệt chủng lớn thứ hai trong số 5 sự kiện tuyệt chủng chính trong Lịch sử Trái Đất theo tỷ lệ phần trăm các chi bị tuyệt chủng. Sự kiện tuyệt chủng lớn hơn cả là Sự kiện tuyệt chủng kỷ Permi-kỷ Trias.
Các sự kiện tuyệt chủng đã diễn ra vào khoảng 444-447 triệu năm trước và chúng đánh dấu ranh giới giữa kỷ Ordovic với kỷ tiếp theo là kỷ Silur. Vào thời gian đó tất cả các sinh vật đa bào phức tạp đều sinh sống trong lòng đại dương và khoảng 49% các chi động vật đã biến mất hoàn toàn; các ngành tay cuộn và động vật hình rêu đã bị suy giảm đi nhiều, cùng với nhiều loài bọ ba thùy, các loài "cá" (nhiều) răng nón (lớp Conodonta) và nhóm Graptolita.
Giả định được chấp nhận rộng rãi nhất là các sự kiện này đã do sự bắt đầu của một thời kỳ băng hà gây ra, trong tầng động vật Hirnantian, để kết thúc các điều kiện nhà kính ổn định và kéo dài của kỷ Ordovic. Thời kỳ băng hà này có lẽ đã không kéo dài như người ta đã từng nghĩ; nghiên cứu các đồng vị oxy trong các hóa thạch của động vật tay cuộn chỉ ra rằng nó có lẽ đã không kéo dài quá 0,5 đến 1,5 triệu năm (Stanley, 358). Sự kiện này diễn ra ngay sau khi có sự sụt giảm lượng dioxide cacbon trong khí quyển và nó có ảnh hưởng mang tính chọn lọc tới các biển nông là khu vực mà đa số các sinh vật sinh sống. Do siêu lục địa phía nam là Gondwana đã trôi dạt tới Nam cực nên các chỏm băng đã hình thành trên bề mặt nó, điều này đã được phát hiện trong các tầng đá thuộc thời kỳ Thượng Ordovic ở Bắc Phi và đông bắc Nam Mỹ, khi đó là cận kề nhau và có vị trí tại khu vực quanh cực nam vào thời gian này.
Băng hóa đã giam giữ nước khỏi các đại dương, còn giai đoạn giữa các kỷ băng hà lại giải phóng nó. Điều này làm cho mực nước biển xuống và lên lặp lại theo thời gian và mang tính chu kỳ. Các biển nông, rộng lớn và cận lục địa trong kỷ Ordovic đã bị rút xuống và nó loại trừ nhiều hốc sinh thái, sau đó nó lại trở lại và mang theo các quần thể sinh vật đã bị thu nhỏ sự đa dạng, sau đó lại rút xuống một lần nữa với nhịp mới của sự hóa băng cùng việc loại trừ sự đa dạng sinh học với mỗi thay đổi (Emiliani, 1992, trang 491). Các loài có môi trường sống bị hạn chế trong các vùng biển duy nhất trên thềm lục địa rộng lớn đã chịu ảnh hưởng nặng nhất (Stanley, 360). Các dạng sự sống vùng nhiệt đới đã chịu ảnh hưởng mạnh nhất trong đợt tuyệt chủng đầu tiên, trong khi các loài sống ở vùng nước lạnh lại bị ảnh hưởng nặng nhất trong đợt tuyệt chủng thứ hai (Stanley, 360).
Các loài sống sót là những loài có thể đương đầu với các điều kiện thay đổi và chúng nhanh chóng trám vào các hốc sinh thái bị bỏ ngỏ do các sự kiện tuyệt chủng gây ra.
Vào thời gian kết thúc của sự kiện tuyệt chủng thứ hai, sông băng tan chảy đã làm cho mực nước biển dâng lên và ổn định một lần nữa. Sự hồi phục của sự đa dạng sự sống với sự tái ngập lụt vĩnh cửu các thềm lục địa khi bắt đầu kỷ Silur đã làm gia tăng sự đa dạng sinh học trong các bộ, họ còn sống sót.